# Башня Юньфу
Башня Юньфу (кит. упр. 云蝠国际大厦, англ. Yunfu Tower, также известен как Yunfu Mansion или Ascott Wuxi) — многофункциональный 53-этажный небоскрёб, расположенный в деловом центре китайского города Уси. Построен в 2015 году в стиле постмодернизма, по состоянию на конец 2021 года являлся седьмым по высоте зданием города, 352-м — Азии и 554-м — мира. 
«Башня Юньфу» расположена в районе Лянси, напротив парка Чэнчжун. Основным арендатором здания является сингапурская компания The Ascott Limited, которая управляет 134-мя роскошными апартаментами для краткосрочной аренды. Также в небоскрёбе размещаются офисы и автомобильный паркинг, подиум занимает многоуровневый торговый центр.

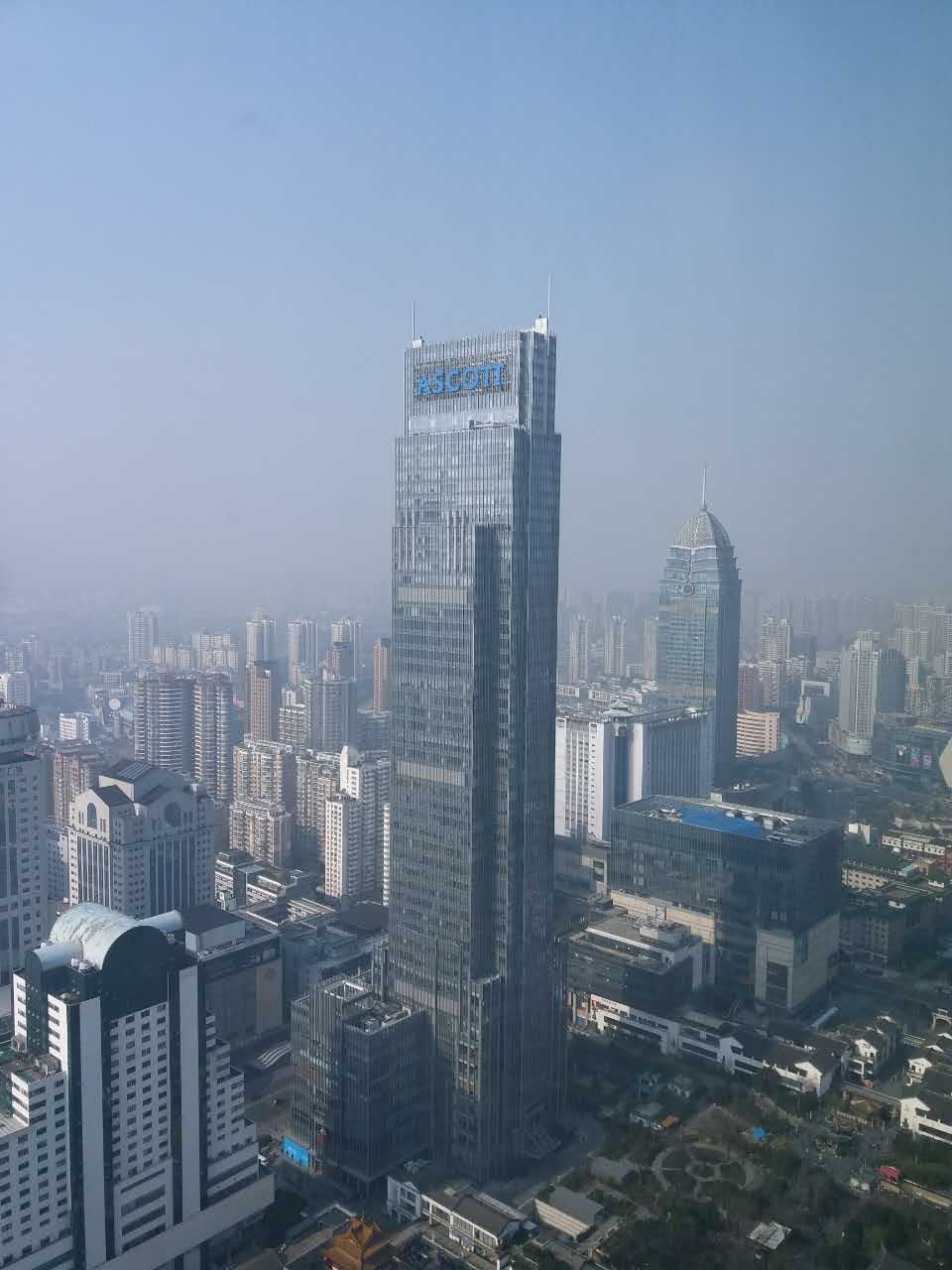
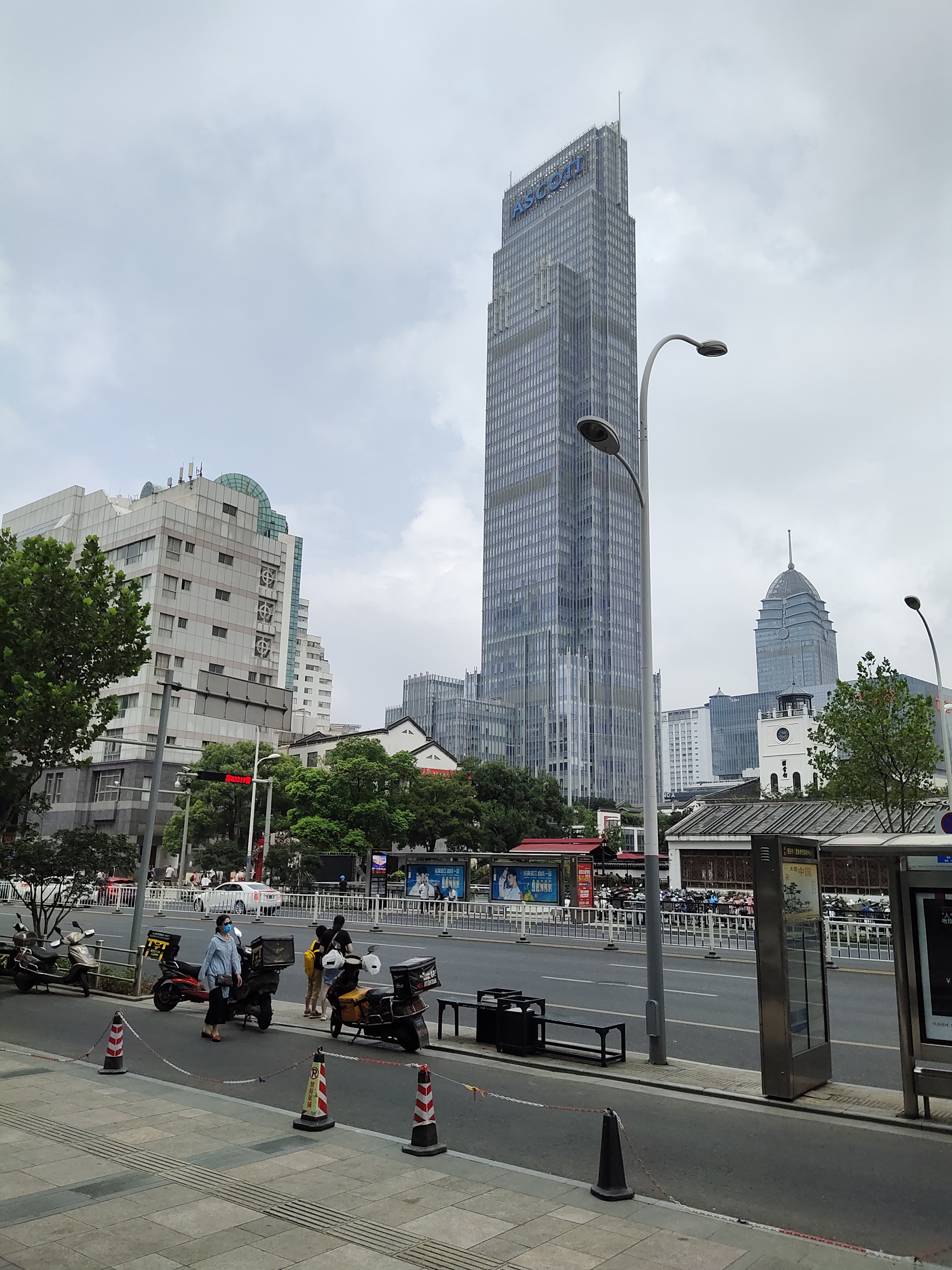
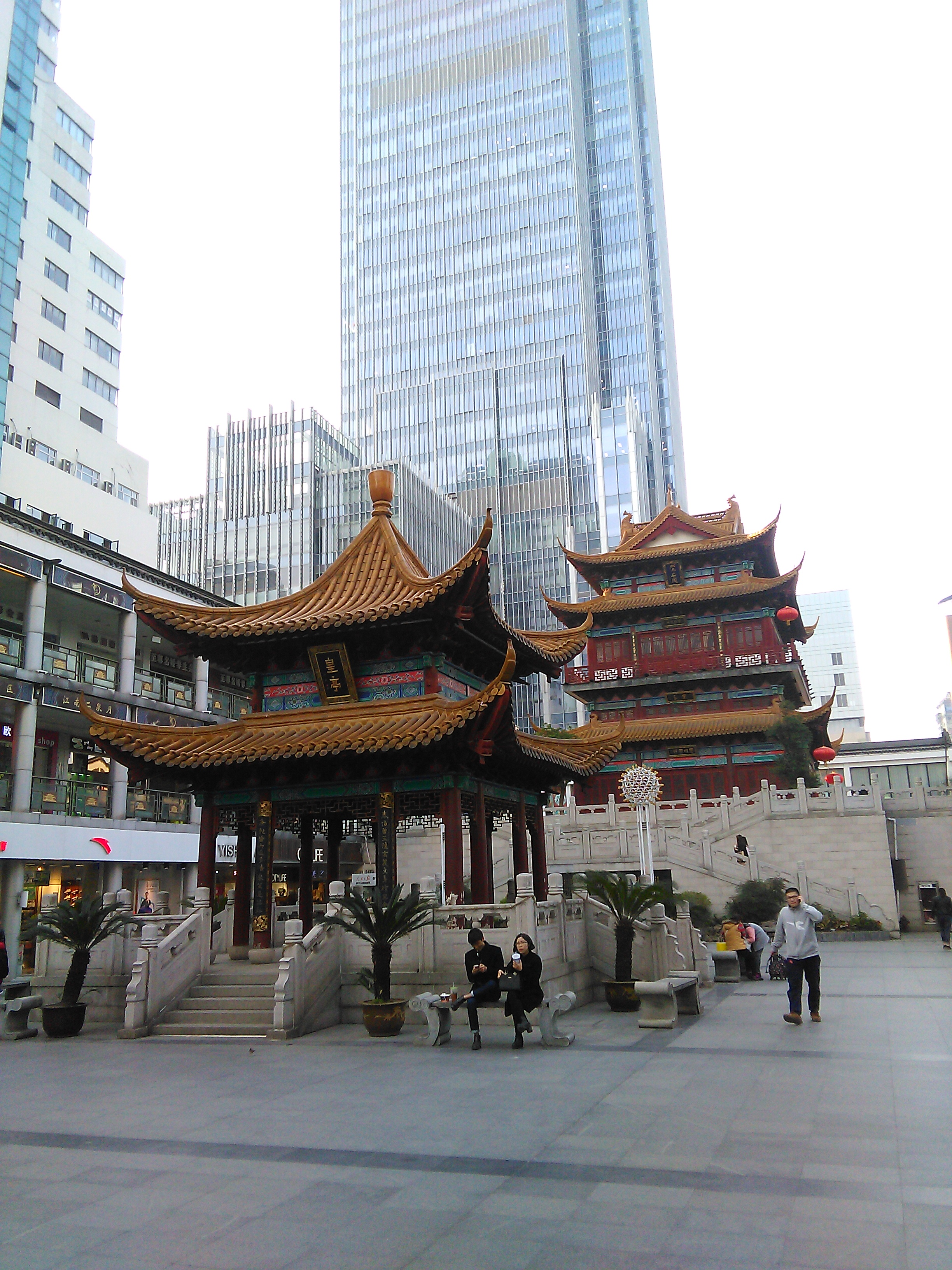
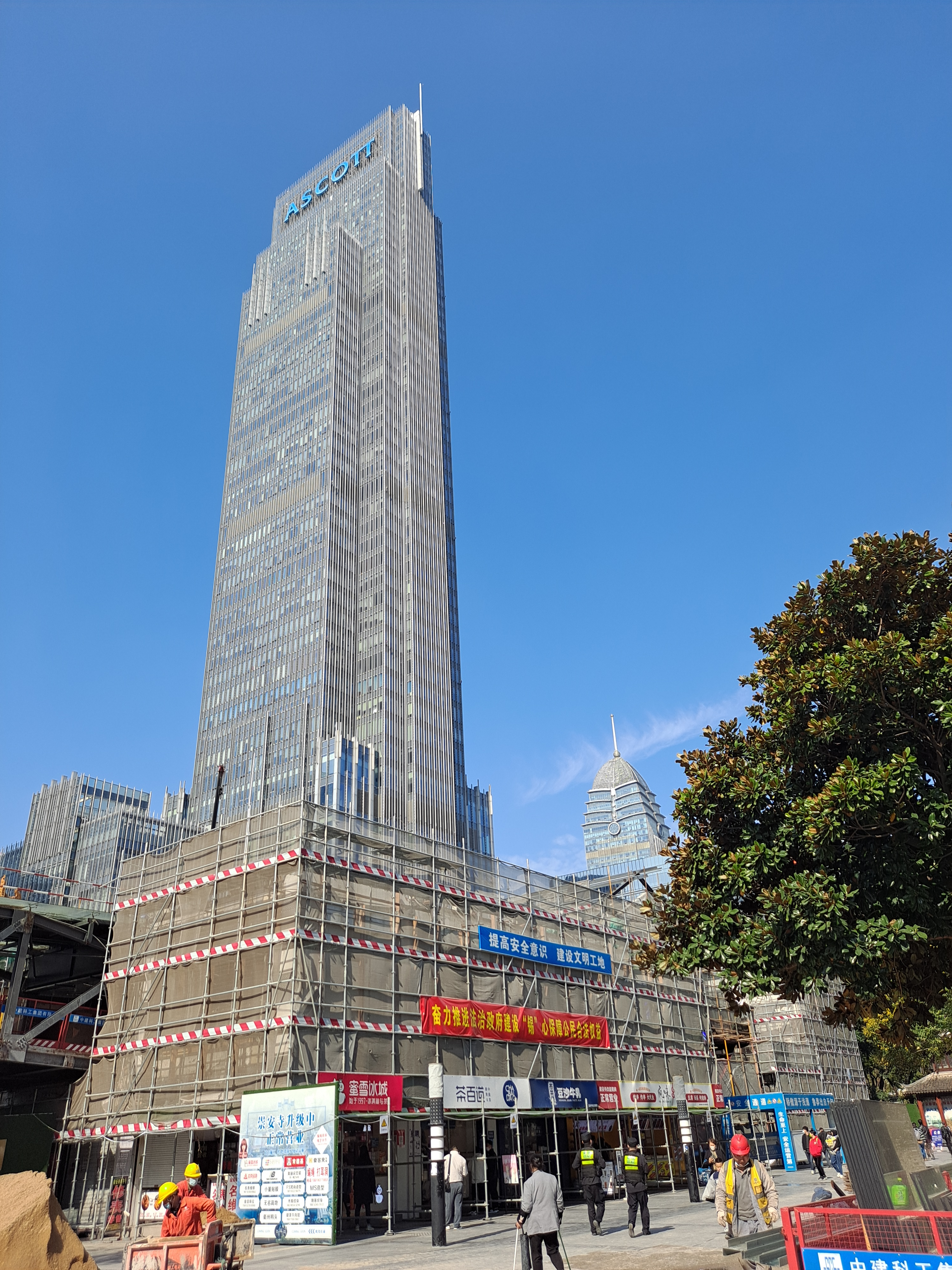